# Lon Nol
Lon Nol, född 13 november 1913 i Srŏk Kâmpóng Léav i Prey Veng-provinsen, död 17 november 1985 i Fullerton, Kalifornien, var en kambodjansk högerpolitiker och militär.

## Biografi
Lon Nol var Kambodjas premiärminister i två omgångar under regerande kungen Norodom Sihanouk. Den 18 mars 1970, då Norodom Sihanouk befann sig utomlands, genomförde Lon Nol tillsammans med generalförsamlingen en statskupp, där Sihanouk avsattes och Kambodja blev Khmerrepubliken med Lon Nol som ny ledare. Enligt en del historiker var USA:s säkerhetstjänst CIA inblandad i kuppen, men USA har förnekat detta. 
Detta har aldrig kunnat bevisas, men år 2013 framkom uppgifter om att USA:s militära underrättelsetjänst ska ha uppmuntrat planerna på att avsätta Sihanouk. Lon Nol krävde att Nordvietnam och FNL skulle lämna Kambodja. Nordvietnam och Kina ökade nu sin militära hjälp till kommunistiska Röda khmererna, som hade slagits mot regeringen sedan 1967, och inbördeskriget eskalerade. Sihanouk allierade sig med kommunisterna för att bekämpa Lon Nols regering medan denne samarbetade med USA. På landsbygden var stödet för monarkin och Sihanouk starkt. År 1975 gav Lon Nol upp och flydde till Hawaii och Röda khmererna intog huvudstaden Phnom Penh den 17 april. Hans bror Lon Non och flera andra av Khmerrepublikens ledare avrättades av Röda khmererna. Landet bytte namn till Demokratiska Kampuchea med Pol Pot som ny ledare. Lon Nol bodde i Hawaii till 1979 då han flyttade till Fullerton i Kalifornien, där han avled den 17 november 1985.